# 拉雷斯

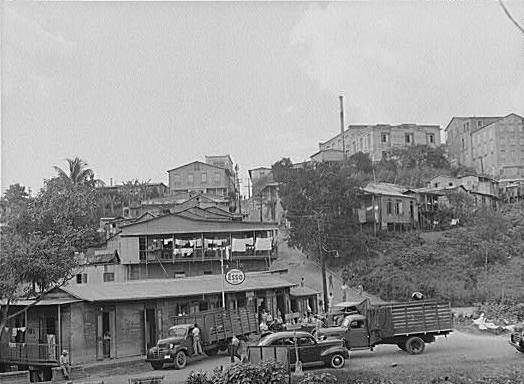

拉雷斯（西班牙語：Lares）是波多黎各的城鎮，位於該島西部，始建於1827年4月26日，面積161平方公里，主要經濟活動有農業和旅遊業，2010年人口30,753，人口密度每平方公里190人。

## 外部連結
- Official web of the municipality of Lares
- Official web page of Patriotas de Lares